# 细焦掌贝
细焦掌贝（学名：Palmadusta gracilis）为宝贝科焦掌贝属的动物。分布于日本、菲律宾、马来西亚、印度尼西亚至澳大利亚、关岛、夏威夷、斐济群岛、科科斯群岛、斯里兰卡、印度、波斯湾、红海、桑给巴尔、毛里求斯、地中海、台湾岛以及中国大陆的沿海、北至浙江、南到广西、海南岛等地，多生活于潮间带低潮区或稍深的岩礁质的海底、退潮后以及常隐藏在礁石的缝隙或石块下面。该物种的模式产地在马来西亚。
其种加词“gracilis”意为“纤细的”。